# 금곡국민학교 유금분교
금곡국민학교 유금분교는 대한민국 경상북도 영덕군에 있었던 공립 초등학교이다.

## 학교 연혁
- 일자미상 유금분교장 설립 인가
- 1974년 9월 16일 금곡국민학교 유금분교 개교
- 1993년 3월 1일 폐교 및 금곡국민학교 통폐합

## 참고 자료
- 금곡국민학교유금분교장 - 한국교육학술정보원 학교알리미